# Галаррага, Армандо
Армандо Антонио Галаррага (англ. Armando Antonio Galarraga, род. 15 января 1982 года) — венесуэльский профессиональный бейсболист, в настоящее время свободный агент. Галаррага дебютировал в Главной лиге бейсбола 15 сентября 2007 года в «Техас Рейнджерс», но в конце этого сезона был обменян в «Детройт Тайгерс».
2 июня 2010 года в игре «Тайгерс» против «Кливленд Индианс» был невероятно близок к тому, чтобы стать 21-м питчером в истории Главной лиги, сыгравшим совершенную игру. Но из-за неправильного решения судьи окончил матч с однохитовым шатаутом.
В 2011 году он перешёл в «Аризону Даймондбэкс», а 2012 год провёл в «Хьюстон Астрос».
Однако кроме выдающегося дебютного сезона и почти совершенного матча в 2010 году Галаррага больше не добивался больших успехов в МЛБ.
В декабре 2015 года Галларага объявил о завершении профессиональной карьеры.

## Профессиональная карьера

### Начало карьеры
Армандо Галларага подписал свой первый профессиональный контракт 31 октября 1998 года с «Монреаль Экспос» в качестве свободного агента. В 2005 году он был обменян «Вашингтон Нэшионалз» в «Техас Рейнджерс» в качестве дополнения к сделке по обмену Альфонсо Сориано в «Нэшионалс». Дебютировал Армандо в МЛБ 15 сентября 2007 года в игре против «Окленд Атлетикс». Он вышел на поле в восьмом иннинге и сумел провести его, не пропустив ни одного очка. В своей первой игре он не пропустил ни одного хита и лишь пропустил одного отбивающего соперника на базу за болы.

### Детройт Тайгерс
5 февраля 2008 года Галаррага был обменян в «Детройт Тайгерс» на Майкла Эрнандеса. Дебют в высшей лиге за новую команду у Армандо состоялся 16 апреля 2008 года, когда его вызвали из фарм-системы, чтобы он заменил травмированного питчера Донтрелла Уильямса. В матче против «Кливленд Индианс» Галаррага, завершившемся со счётом 13:2, одержал свою первую в карьере победу.
13 июня 2008 года он отыграл семь сухих иннингов против «Лос-Анджелес Доджерс», а его команда победила со счётом 5:0. Сезон 2007 года Армандо завершил с результатом 13-7, показателем earned run average (ERA) 3,73 и 126 страйкаутами. Против него отбивающие реализовывали всего 23,7 % выходов на биту, что стало самым низким показателем в лиге. Основной подачей питчера в этом году был слайдер, который он бросал в 38,9 % случаях — чаще, чем любой другой питчер МЛБ.
После удачного дебютного сезона Галаррага занял четвёртое место в голосовании на награду лучшему новичку Американской лиги.

### Аризона Даймондбэкс
24 января 2011 году Галаррага перешёл в «Аризону Даймондбэкс» в обмен на двух питчеров — Кевина Эйкхорна и Райана Робовски. 17 мая 2011 года его перевели в фарм-клуб «Рино Эйсес», где он и провёл остаток сезона, по окончании которого стал свободным агентом.